# Rupatar
Rupatar (nep. रुपाटार) – gaun wikas samiti we wschodniej części Nepalu w strefie Sagarmatha w dystrykcie Udayapur. Według nepalskiego spisu powszechnego z 2001 roku liczył on 627 gospodarstw domowych i 3692 mieszkańców (1834 kobiet i 1858 mężczyzn).